# Имгоф, Антон Альбрехт фон
Антон Альбрехт фон Имгоф (нем. Anton Albrecht von Imhof; 1653, Вольфенбюттель — 1715) — саксонский государственный деятель.
Много путешествовал; находился в посольстве, которое герцог Фридрих III Гольштейн-Готорпский посылал к царю Михаилу Фёдоровичу и персидскому шаху. Затем ездил, по поручению шведской королевы Кристины, вторично в Москву.